# Föne IK
Föne IK bildades 1950 och är en idrottsförening i Föne i Ljusdals kommun, som under 1990-talet gjorde sig känd som fotbollsjumbo.

## Historik
Klubben registrerades hos Svenska Fotbollförbundet i maj 1950, och hos Riksidrottsförbundet i juni samma år. Från början spelade man oftast vänskapsmatcher mot lag i trakten men 1951 debuterade man i Hälsingeserien.
1995 gjorde laget upp med Klasaröds BK i kampen om titeln "Sveriges sämsta lag". Expressen och TV 4 fanns på plats, och Föne IK åkte på stryk med 1-2 inför över 2 000 åskådare på hemmaplan, vilket var säsongens bästa publikrekord för fotboll i Hälsingland.
I juli 1996 kämpade man om titeln "Nordens sämsta fotbollslag" och på hemmaplan mötte man norska Ajer BK, och förlorade med 1-3 inför 2 500 åskådare.
1997 spelade man på hemmaplan om vem som var "Europas sämsta fotbollslag", och fick besök av FC Tallinn från Estland, och förlorade med 2-3 inför 2 350 åskådare, och både Expressen och Aftonbladet var på plats.
1998 spelade man en titelmatch mot svenska Stjernsunds AIF, från Dalarnas län, hemma inför över 2 000 åskådare, och vann med 4-1 och därmed utsågs Stjernsunds AIF till "Sveriges sämsta fotbollslag"
År 2000 spelade man en match hemma mot bandyspelarna i svenska Ljusdals BK, och förlorade med 3-4 inför cirka 1 500 åskådare.
2006 spelade man en match hemma mot ett mixat lag med skidåkare och bandyspelare, med namn som Jörgen Brink och Anders Högberg, Oskar Jonsson och Jonas Svensson, och förlorade med 2-5 inför cirka 1 000 personer.